# 塩野門之助
塩野 門之助（しおのくらのすけ、1853年（嘉永6年7月？日）- 1933年（昭和8年）7月？日）は、明治時代から昭和初期の鉱山技術者、技師。
住友財閥の別子銅山や古河財閥の足尾銅山の近代化に貢献した。

## 生涯
1853年（嘉永6）7月に松江藩士の塩野鉄之丞の長男として生まれた。門之助は10歳の年に父を亡くし、祖父園兵衛の18石の家督を継いだ。1870年（明治3年）に藩校・修道館で、語学（フランス語）修行を命ぜられた。砲術や医学の教示のために藩に招かれていた、第一次フランス軍事顧問団として来日した1人のフレデリック・ヴァレット軍曹と、フランス公使館の医師であったベリゼール・アレクサンドルについて語学伝習を受けた。
その4ヶ月後、廃藩置県となり、2人のフランス人も松江を去ったため、塩野も上京し、外務省に入った。同じ時期、住友家初代総理・広瀬宰平は別子銅山の近代化が欠かせないと決断していた。そしてフランス人技師のルイ・ラロックを招聘し、次いでラロックの通訳として、外務省経験のある塩野を雇った。塩野が新居浜にやって来たのは1874年（明治7年）3月、彼が22歳のときであった。
鉱山技術に興味を持った塩野は、ラロックの近代化プランである目論見書を翻訳するには、フランスで技術を学びたいと広瀬に申し出た。広瀬も近代化プランの実現には、フランス人の力を借りるのではなく日本人の力でやり遂げたいと考え、塩野門之助と増田好蔵の2人をフランス留学に派遣することを決めた。1876年（明治9年）4月、フランスに渡った塩野門之助は、ルイ・ラロックのアドバイスを受けて、家庭教師に幾何学や図学（製図学）を習い、パリ大学のソルボンヌ校へ舎密（化学）や物理学の聴講にも出掛けた。その後、実学を学ぶために1878年（明治11年）サン＝テティエンヌ国立高等鉱業学校に入学した。鉱山学を学び学位をとり、卒業後はフランス国内の鉱山で実地研修を重ねた。
塩野が帰国したのは1881年（明治14年）、日本を出てから、5年8カ月の歳月が流れていた。塩野は日本帰国後の1882年（明治15年）2月に重任局詰の技術長に任ぜられ、新居浜惣開の洋式精錬所建設を任せられた。塩野はフランス留学以来望んでいた洋式精錬所建設が可能になったのである。しかし、この計画は塩野の思っていたようには行かなかった。当時の別子銅山責任者である広瀬宰平との意見の食い違いが大きな原因であった。塩野は1887年（明治20年）6月に技術長の職を辞任した。
別子銅山を去った塩野は古河市兵衛の足尾銅山に就職した。この頃より塩野の関心は「選鉱」と「ベッセマー製銅」に向けられていた。ベッセマー法とは、イギリス人ヘンリー・ベッセマーが1856年に製鉄用として発明した転炉であるが、1883年（明治16年）にフランス人マンネスが製銅錬の応用に成功した。マンネスは塩野のサン＝テティエンヌ鉱業学校の先輩にあたる。1893年（明治26年）の5月、塩野は日本で最初のベッセマー炉を足尾銅山で完成させた。塩野は当初からの念願であった別子銅山でベッセマー炉を実用化したい希望を別子銅山の親会社である住友鉱山に書状を送り、1895年（明治28年）に別子にもどった。新居浜精錬所の四阪島移転による資金不足のためベッセマー炉の完成には至らなかったが、間吹法とベッセマー法を折衷した穴吹法を開発して、1899年（明治32年）から操業を開始した。
四阪島精錬所が竣工した翌年1905年（明治38年）、塩野は「四阪島精錬所落成ニ付依頼解雇ス」という辞令を受け、別子銅山を去り、東京での生活を始めた。塩野は1933年（昭和8年）の7月、81歳で亡くなった。墓所は雑司ヶ谷霊園1-1-6にあったが、無縁墳墓に指定され、2021年に撤去されている。

## 別子銅山のその後
それから40年余り経った1975年に別子銅山は閉山された。別子銅山の開発と経営に一貫してあたった住友金属鉱山は、塩野の母校サン＝テティエンヌ鉱業学校の学生の実習を長年受け入れている。住友らしい律儀な社風である。
塩野が描かれた人物がTBSで2016年1月3日に放送された新春スペシャルドラマ「百年の計、我にあり －知られざる明治産業維新リーダー伝」に出てくる。サン＝テティエンヌ鉱業学校の建物も映し出された。塩野がサン＝テティエンヌ鉱業学校を去って135年後のことである。

## 参考
- https://www.besshi.net/hp/eco/01/007/siononenpyou.htm
- https://www.besshi.net/guidebook/bunya/siono.html
- https://www.sumitomo.gr.jp/history/person/tracks21/05/
- https://www.sumitomo.gr.jp/history/story/pdf/gensen12.pdf
- https://ir.lib.shimane-u.ac.jp/44780
- https://www.city.niihama.lg.jp/uploaded/attachment/13619.doc